# You changed my life
「You changed my life」（ユーチェンジドマイライフ）は、阿部真央の13枚目のシングル。2015年11月18日にポニーキャニオンから発売された。

## 概要
前作『それぞれ歩き出そう』から約1年ぶりとなったシングルである。表題曲である「You changed my life」は、阿部真央のシングル曲としては初となる全編英語詞で、かけがえのない人への想いが込められた楽曲となっている。
初回限定盤と通常版の2種類の仕様で発売され、初回限定盤は紙ジャケット仕様で、ミュージッククリップのダイジェスト版が収録されたDVDが付属している。また、シングルの店頭での先着順の予約・購入特典として、全8ページの「You changed my life」パンフレットが付属していた。
パンフレットには、阿部真央のインタビューや手書きメッセージが掲載されている。
シングル発売日当日には、ミュージックビデオが動画配信サイト『GYAO!』にて期間限定で独占フル公開された。

## 収録曲
| 全作詞・作曲: 阿部真央。 |                                 |          |            |          |
| #                        | タイトル                        | 作詞     | 作曲・編曲 | 編曲家   |
| 1.                       | 「You changed my life」         | 阿部真央 | 阿部真央   | 飯塚啓介 |
| 2.                       | 「楽になれるまで」              | 阿部真央 | 阿部真央   | 阿部真央 |
| 3.                       | 「You changed my life (Inst.)」 | 阿部真央 | 阿部真央   | 飯塚啓介 |

| 全作詞・作曲: 阿部真央。 |                                 |          |            |          |
| #                        | タイトル                        | 作詞     | 作曲・編曲 | 編曲家   |
| 1.                       | 「You changed my life」         | 阿部真央 | 阿部真央   | 飯塚啓介 |
| 2.                       | 「楽になれるまで」              | 阿部真央 | 阿部真央   | 阿部真央 |
| 3.                       | 「You changed my life (Inst.)」 | 阿部真央 | 阿部真央   | 飯塚啓介 |

| #  | タイトル                             | 作詞 | 作曲・編曲 |
| -- | ------------------------------------ | ---- | ---------- |
| 1. | 「You changed my life (music clip)」 |      |            |